# دون وايت
دون وايت (بالإنجليزية: Don White)‏ هو لاعب كرة قاعدة أمريكي، ولد في 8 يناير 1919 في إيفرت في الولايات المتحدة، وتوفي في 15 يونيو 1987 في كارلسباد في الولايات المتحدة.

## وصلات خارجية
- دون وايت على موقعبيزبول رفرنس.كوم (الدوري الرئيسي) (الإنجليزية)
- دون وايت على موقعبيزبول رفرنس.كوم (الدوري الثانوي) (الإنجليزية)